# Koh-Lanta: Palawan
Koh-Lanta: Palawan fue un reality show francés, esta es la 7.ma temporada del reality show francés Koh-Lanta, transmitido por TF1 y producido por Adventure Line Productions. Fue conducido por Denis Brogniart y se estrenó el 29 de junio de 2007 y finalizó el 11 de septiembre de 2007. Esta temporada fue grabado en Filipinas, específicamente en el archipiélago de Palawan y contó con 16 participantes. Kevin Cuoco y Jade Handi son quienes ganaron esta temporada y así obtuvieron como premio € 55.000 cada uno.
Esta temporada contó con 16 participantes divididos en 2 tribus; la primera es la tribu Batang representada por el color rojo y la segunda es Guntao representada por el color amarillo. Esta temporada duró 40 días.

## Equipo del Programa
- Presentadores: Denis Brogniart lidera las competencias por equipos y los consejos de eliminación.

## Participantes
| Participante                               | Edad | Tribu Original | Tribu Fusionada             | Resultado Final              |
| ------------------------------------------ | ---- | -------------- | --------------------------- | ---------------------------- |
| Souad "Jade" Handi Gerente de una Empresa. | 24   | Batang         | Unificada                   | Ganadora de Koh-Lanta        |
| Kevin Cuoco Giudicelli Piloto de Karting.  | 21   | Batang         | Unificada                   | Ganador de Koh-Lanta         |
| Maryline Hemelsdael Agricultora.           | 36   | Batang         | Unificada                   | 2.° lugar de Koh-Lanta       |
| Simon Quintilla Carpintero.                | 26   | Batang         | Unificada                   | 13.er Eliminado de Koh-Lanta |
| Patrick Brasier De Thuy Chef.              | 40   | Batang         | Unificada                   | 12.do Eliminado de Koh-Lanta |
| Laurent Boudes Artesano.                   | 34   | Guntao         | Unificada                   | 11.er Eliminado de Koh-Lanta |
| Grégoire Delachaux Jardinero.              | 24   | Guntao         | Unificada                   | 10.mo Eliminado de Koh-Lanta |
| Adrien Torrin Exagente de la SNCF.         | 55   | Guntao         | Unificada                   | Abandona Voluntariamente     |
| Filomène Mendonca Gerente de Seguros.      | 35   | Guntao         | Unificada                   | 8.va Eliminada de Koh-Lanta  |
| Érick Africaa Entrenador de Atletismo.     | 32   | Guntao         | Unificada                   | 7.mo Eliminado de Koh-Lanta  |
| Chloé Vavasseur Responsable de RR.HH.      | 25   | Guntao         |                             | 6.ta Eliminada de Koh-Lanta  |
| Véronique Lambert Contadora.               | 50   | Guntao         | 5.ta Eliminada de Koh-Lanta |                              |
| Mélanie Guyon Peluquera.                   | 24   | Batang         | 4.ta Eliminada de Koh-Lanta |                              |
| Marie-Laure Dagniaux Diseñadora.           | 23   | Batang         | 3.ra Eliminada de Koh-Lanta |                              |
| Pascale Bodin Chef.                        | 39   | Guntao         | 2.da Eliminada de Koh-Lanta |                              |
| Ali Jaffar Conductor de Metro.             | 35   | Batang         | Abandona Voluntariamente    |                              |

## Desarrollo

### Competencias
| Episodio | Emisión                  | Bienestar               | Inmunidad     | Eliminado    | Salida |
| -------- | ------------------------ | ----------------------- | ------------- | ------------ | ------ |
| 1        | 30 de junio de 2007      | Batang                  | Batang        | Pascale      | Día 4  |
| 2        | 6 de julio de 2007       | Guntao                  | Guntao        | Pascale      | Día 6  |
| 3        | 13 de julio de 2007      | Guntao                  | Guntao        | Marie-Laure  | Día 9  |
| 4        | 20 de julio de 2007      | Batang                  | Guntao        | Mélanie      | Día 12 |
| 5        | 27 de julio de 2007      | Batang                  | Batang        | Véronique    | Día 15 |
| 6        | 3 de agosto de 2007      | Batang                  | Batang        | Chloé        | Día 18 |
| 7        | 10 de agosto de 2007     | Guntao                  | Grégoire      | Érick        | Día 21 |
| 8        | 17 de agosto de 2007     | Patrick                 | Grégoire      | Filomène     | Día 24 |
| 9        | 24 de agosto de 2007     | Grégoire                | Jade          | Grégoire     | Día 27 |
| 10       | 31 de agosto de 2007     | Laurent                 | Jade          | Grégoire     | Día 30 |
| 11       | 4 de septiembre de 2007  | Simon                   | Patrick       | Laurent      | Día 33 |
| 12       | 4 de septiembre de 2007  | Kevin                   | Simon         | Patrick      | Día 36 |
| Episodio | Emisión                  | Mensajes de prueba      | Consejo final | Ganador      | Salida |
| 13       | 11 de septiembre de 2007 | Kevin / Jade / Maryline | Jade          | Kevin / Jade | Día 40 |

### Jurado Final
| Participante | Puesto     | Vota por |
| ------------ | ---------- | -------- |
| Filomène     | 1° Miembro | Jade     |
| Grégoire     | 2° Miembro | Kevin    |
| Laurent      | 3° Miembro | Kevin    |
| Patrick      | 4° Miembro | Kevin    |
| Simon        | 5° Miembro | Jade     |
| Maryline     | 6° Miembro | Jade     |

## Estadísticas Semanales
| Participante | Episodio  | Episodio  | Episodio  | Episodio  | Episodio  | Episodio  | Episodio  | Episodio  | Episodio  | Episodio  | Episodio  | Episodio  | Episodio  |  |
| Participante | 1         | 2         | 3         | 4         | 5         | 6         | 7         | 8         | 9         | 10        | 11        | 12        | 13        |  |
| ------------ | --------- | --------- | --------- | --------- | --------- | --------- | --------- | --------- | --------- | --------- | --------- | --------- | --------- |  |
| Jade         | Gana      | Salvada   | Salvada   | Salvada   | Gana      | Gana      | Salvada   | Salvada   | Inmune    | Inmune    | Salvada   | Salvada   | Ganadora  |  |
| Kevin        | Gana      | Salvado   | Salvado   | Salvado   | Gana      | Gana      | Salvado   | Salvado   | Salvado   | Salvado   | Salvado   | Salvado   | Ganador   |  |
| Maryline     | Gana      | Salvada   | Salvada   | Salvada   | Gana      | Gana      | Salvada   | Salvada   | Salvada   | Salvada   | Salvada   | Salvada   | Eliminada |  |
| Simon        | Gana      | Salvado   | Salvado   | Salvado   | Gana      | Gana      | Salvado   | Salvado   | Salvado   | Salvado   | Salvado   | Salvado   | Eliminado |  |
| Patrick      | Gana      | Salvado   | Salvado   | Salvado   | Gana      | Gana      | Salvado   | Salvado   | Salvado   | Salvado   | Inmune    | Eliminado |           |  |
| Laurent      | Salvado   | Gana      | Gana      | Gana      | Salvado   | Salvado   | Salvado   | Salvado   | Salvado   | Salvado   | Eliminado |           |           |  |
| Grégoire     | Salvado   | Gana      | Gana      | Gana      | Salvado   | Salvado   | Inmune    | Inmune    | Eliminado | Eliminado |           |           |           |  |
| Adrien       | Salvado   | Gana      | Gana      | Gana      | Salvado   | Salvado   | Salvado   | Salvado   | Salvado   | Abandona  |           |           |           |  |
| Filomène     | Salvada   | Gana      | Gana      | Gana      | Salvada   | Salvada   | Salvada   | Eliminada |           |           |           |           |           |  |
| Érick        | Salvado   | Gana      | Gana      | Salvado   | Gana      | Gana      | Eliminado |           |           |           |           |           |           |  |
| Chloé        | Salvada   | Gana      | Gana      | Gana      | Salvada   | Eliminada |           |           |           |           |           |           |           |  |
| Véronique    | Salvada   | Gana      | Gana      | Gana      | Eliminada |           |           |           |           |           |           |           |           |  |
| Mélanie      | Gana      | Salvada   | Salvada   | Eliminada |           |           |           |           |           |           |           |           |           |  |
| Marie-Laure  | Gana      | Salvada   | Eliminada |           |           |           |           |           |           |           |           |           |           |  |
| Pascale      | Eliminada | Eliminada |           |           |           |           |           |           |           |           |           |           |           |  |
| Ali          | Gana      | Abandona  |           |           |           |           |           |           |           |           |           |           |           |  |

- Simbología
- Competencia en Equipos (Día 1-20)

     El participante pierde junto a su equipo pero no es eliminado.
     El participante pierde junto a su equipo y posteriormente es eliminado.
     El participante gana junto a su equipo y continua en competencia.
     El participante es eliminado, pero vuelve a ingresar.
     El participante vuelve a ingresar, pero es eliminado.
     El participante abandona la competencia.
Competencia individual (Día 21-40)
     Ganador de Koh Lanta.
     El participante gana la competencia y queda inmune.
     El participante pierde la competencia, pero no es eliminado.
     El participante es eliminado de la competencia.
     El participante vuelve a ingresar, pero es eliminado.

## Audiencias
| Episodio | Fecha de emisión           | Espectadores | Horario       |
| -------- | -------------------------- | ------------ | ------------- |
| 1        | «29 de junio de 2007»      | 8.445.320    | 20:45 - 22:30 |
| 2        | «6 de julio de 2007»       | 8.218.600    | 20:45 - 22:15 |
| 3        | «13 de julio de 2007»      | 7.368.400    | 20:45 - 22:15 |
| 4        | «20 de julio de 2007»      | 7.765.160    | 20:45 - 22:25 |
| 5        | «27 de julio de 2007»      | 8.048.560    | 20:50 - 22:05 |
| 6        | «3 de agosto de 2007»      | 7.141.680    | 20:45 - 23:15 |
| 7        | «10 de agosto de 2007»     | 7.878.520    | 20:45 - 23:40 |
| 8        | «17 de agosto de 2007»     | 7.368.400    | 20:45 - 23:25 |
| 9        | «24 de agosto de 2007»     | 8.200.000    | 20:45 - 22:35 |
| 10       | «31 de agosto de 2007»     | 9.125.480    | 20:45 - 23:25 |
| 11 y 12  | «4 de septiembre de 2007»  | 8.558.680    | 20:45 - 23:25 |
| 13       | «11 de septiembre de 2007» | 9.408.880    | 20:45 - 23:25 |